# 国鉄シサ10形貨車
国鉄シサ10形貨車（こくてつシサ10がたかしゃ）は、1967年（昭和42年）10月9日に1両のみ製造され、日本国有鉄道に車籍を有した、20トン積み低床式大物車である。
全長12,300 mm（車体長11,500mm）、低床面の長さは5,100 mm、低床部のレール面上高さは695 mmで、これはシキ70形とほぼ同じものであった。低床部に変圧器固定用の装置を備えており、変圧器側の固定穴と連結棒を結ぶことで簡単に固定することができるようになっていた。台車は、ベッテンドルフ式の2軸ボギー台車TR41Cを装備した。
日立製作所製造・所有の私有貨車であった。常備駅は常陸多賀駅であった。1983年（昭和58年）5月16日に廃車となった。